# 2012년 하계 올림픽 복싱
2012년 런던 올림픽 복싱 토너먼트는 7월 28일부터 8월 12일까지 엑셀 전시 센터에서 열렸다.
총 13개 종목에 286명의 참가자가 참가했다. 올림픽에서 처음으로 여성이 세 가지 복싱 종목에 출전했다. 여자 복싱 최초의 올림픽 금메달은 2012년 8월 9일 플라이급 토너먼트에서 우승한 영국의 니콜라 애덤스에게 돌아갔다.

## 대회 형식
남자
- 라이트플라이급(49kg)
- 플라이급 (52kg)
- 밴텀급(56kg)
- 라이트급(60kg)
- 라이트웰터급(64kg)
- 웰터급(69kg)
- 미들급 (75kg)
- 라이트헤비급(81kg)
- 헤비급 (91kg)
- 슈퍼헤비급 (+91kg)

여자
- 플라이급 (51kg)
- 라이트급(60kg)
- 미들급 (75kg)